# Стромець
Стромець (пол. Stromiec) — село в Польщі, у гміні Стромець Білобжезького повіту Мазовецького воєводства.
Населення — 946 осіб (2011).
У 1975-1998 роках село належало до Радомського воєводства.

## Демографія
Демографічна структура станом на 31 березня 2011 року:
|          | Загалом | Допрацездатний вік | Працездатний вік | Постпрацездатний вік |
| -------- | ------- | ------------------ | ---------------- | -------------------- |
| Чоловіки | 464     | 113                | 324              | 27                   |
| Жінки    | 482     | 110                | 297              | 75                   |
| Разом    | 946     | 223                | 621              | 102                  |